# Marc Anthony
Marco Antonio Muñiz, känd under artistnamnet Marc Anthony, född 16 september 1968 i New York, är en puertoricansk-amerikansk sångare, musiker och skådespelare, mycket omtyckt i Latinamerika för sin salsamusik. Enligt Guinness Rekordbok är han den mest säljande salsamusik-artisten genom tiderna. På engelska är han känd för låtarna "I Need to Know" och "You Sang to Me". Anthony gifte sig år 2004 med Jennifer Lopez. 2011 meddelade paret att de skulle separera men det skulle dröja ända till 2014 innan skilsmässan var avslutad. Lopez vann då vårdnadstvisten om parets två barn, tvillingarna Emme Maribel Muñiz och Maximillian David Muñiz. 
Marc Anthony spelade huvudrollen i Paul Simons Broadwaymusikal The Capeman 1997–1998.

## Diskografi

### Studioalbum
- Rebel (1988)
- When the Night Is Over (1991)
- Otra Nota (1993)
- Todo a Su Tiempo (1995)
- Contra la Corriente (1997)
- Marc Anthony (1999)
- Libre (2001)
- Mended (2002)
- Amar Sin Mentiras (2004)
- Valió la Pena (2004)
- El Cantante (2007)
- Iconos (2010)
- 3.0 (2013)
- Opus (2019)
- Pa'llá Voy (2022)

### Livealbum
- Live from New York City (2007)
- In Concert from Colombia (2007)

### EP
- Hits Mix (1994)

### Singlar
- "Rebel" (1988)
- "Ride on the Rhythm" (1991)
- "Hasta Que Te Conocí" (1993)
- "Palabras del Alma" (1993)
- "Si Tú No Te Fueras" (1993)
- "Vivir lo Nuestro" (1994, med La India)
- "Te Conozco Bien" (1995)
- "Se Me Sigue Olvidando" (1995)
- "Nadie Como Ella" (1995)
- "Te Amaré" (1996)
- ""Llegaste a Mí" (1996)
- "Asi Como Hoy" (1996)
- "Hasta Ayer" (1996)
- "Por Amar Se Da Todo" (1996)
- "Vieja Mesa" (1997)
- "Y Hubo Alguien" (1997)
- "Me Voy a Regalar" (1997)
- "Ride on the Rhythm" (1998)
- "Si Te Vas" (1998)
- "No Me Conoces" (1998)
- "Contra la Corriente" (1998)
- "No Sabes Como Duele" (1999)
- "I Need to Know" (1999)
- "Da la Vuelta" (1999)
- "You Sang to Me" (2000)
- "My Baby You" (2000)
- "When I Dream at Night" (2000)
- "Tragedy" (2001)
- "I've Got You" (2002)
- "I Need You" (2002)
- "I've Got You" (2002)
- "Viviendo" (2002)
- "Barco a la Deriva" (2002)
- "She Mends Me" (2003)
- "Ahora Quien" (2004)
- "Valió la Pena" (2004)
- "Volando Entre Tus Brazos" (2004)
- "Tan Solo Palabras" (2004)
- "Amigo" (2004)
- "Se Esfuma Tu Amor" (2005)
- "Tu Amor Me Hace Bien" (2005)
- "Escapémonos" (2005, med Jennifer Lopez)
- "Que Precio Tiene el Cielo" (2006)
- "Mi Gente" (2007)
- "Aguanilé" (2007)
- "El Día de Mi Suerte" (2008)
- "Escándalo" (2008)
- "¿Y Cómo Es Él?" (2010)
- "Abrázame Muy Fuerte" (2010)
- "A Quien Quiero Mentirle" (2011)
- "Vivir Mi Vida" (2013)
- "Cambio de Piel" (2013)
- "Flor Pálida"

### Samlingsalbum
- Desde un Principio: From the Beginning (1999)
- Éxitos Eternos (2003)
- Amar Sin Mentiras – Valió la Pena (2004)
- Sigo Siendo Yo (Grandes Exitos) (2006)

## DVDs/Videor
- Mejores Videos de India Y Marc Anthony (1996)
- The Best of Marc Anthony [Video] (1997)
- The Concert from Madison Square Garden ... [live] (2001)
- Exitos Eternos [DVD] [Bonus CD] (2003)
- The Hits (2004)

## Filmografi
- 1988 – East Side Story
- 1993 – Carlito's Way
- 1994 – Natural Causes
- 1995 – Hackers
- 1996 – The Substitute
- 1996 – Big Night
- 1999 – Bringing Out the Dead
- 2001 – In the Time of the Butterflies
- 2004 – Man on Fire
- 2007 – El Cantante